# Giovanni Battista Piamarta

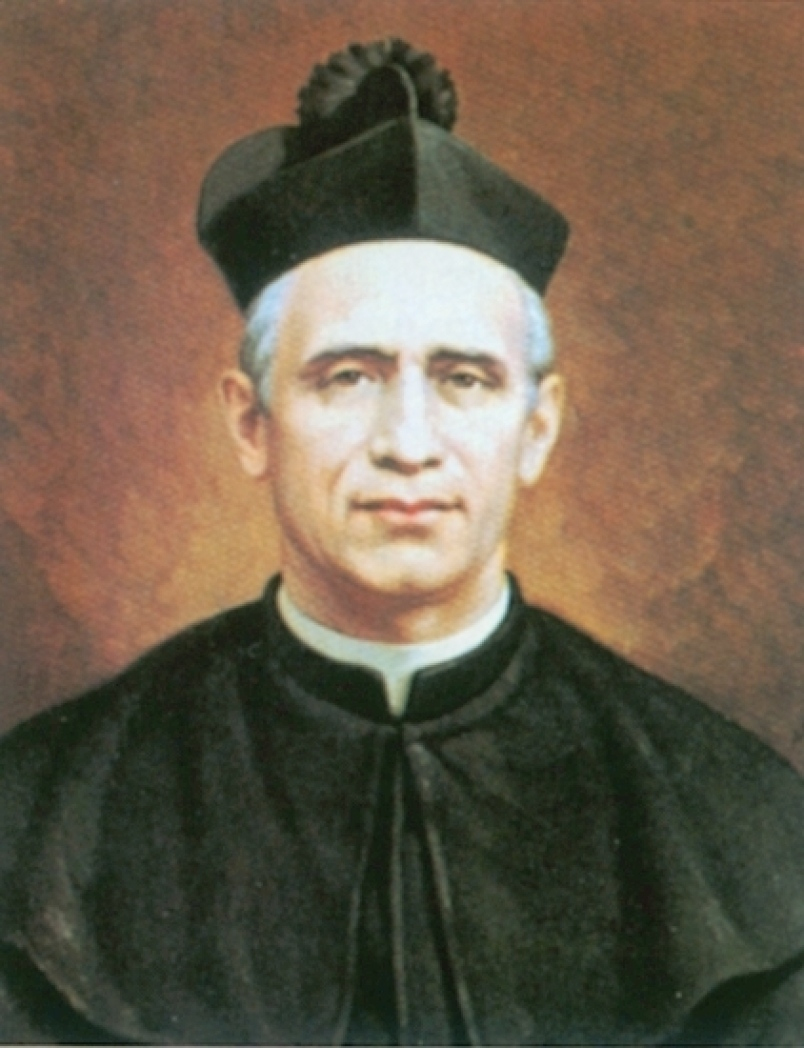
Giovanni Battista Piamarta

Giovanni Battista Piamarta  FN (* 26. November 1841 in Brescia, Italien; † 25. April 1913 in Remedello) war ein italienischer  Priester der römisch-katholischen Kirche, Erzieher und Gründer der Kongregation der Heiligen Familie von Nazareth. Er wurde 1997 seliggesprochen. Am 21. Oktober 2012 wurde er von Papst Benedikt XVI. heiliggesprochen.

## Leben
Giovanni Battista war der Sohn von Giovanni Piamara und Regina Ferrari und wuchs in einer armen Familie auf. Hier erhielt er eine christliche Erziehung. Im Jahre 1860 begann er im bischöflichen Priesterseminar seine  theologische Ausbildung. Trotz einiger Schwierigkeiten im Verlauf des Studiums wurde er, im Alter von 24 Jahren, am 24. Dezember 1855 zum Priester geweiht.
Seine erste Pfarrstelle übernahm er in Carzag Reviera, dann wechselte er nach Bedizzole und wurde danach Pfarrer in der Pfarrei Sain’Alessandro in Brescia. Hier begann seine Fürsorge für die Jugend, er bot ihnen ein Jugendfreizeitheim an und förderte die christliche Erziehung. In 13 Jahren leistete er fruchtbare Arbeit und erlangte ein hohes Ansehen bei den Jugendlichen. 1883 übernahm er die Pfarrei in Pavone del Mella. 1887 kehrte er nach Brescia zurück und wurde Kaplan in Sain’Alessandro. Hier traf er auf den Priester Pietro Capretti, mit dem er am 3. Dezember 1886 das „Instituto Artigianelli“ eröffnete. Bischof Corna Maria Pellegrini von Brescia übertrug ihm die Direktorenstelle.
Hier begegnete er Pater Giovanni Bonsignori, mit dem er 1895 eine Landwirtschaftsschule in Remedello gründete. In diesem landwirtschaftlichen Institut wurden junge Italiener, die in die USA auswandern wollten, in der Landwirtschaft ausgebildet.
Um die Kontinuität seiner Arbeit zu festigen und zu fördern, gründete er 1900 die „Kongregation der Heiligen Familie von Nazareth“. Er verfasste deren erste Ordensregel und erhielt am 25. Mai 1902 die bischöfliche Genehmigung. Zusammen mit Elisa Baldo legte er das Fundament zur Gründung der „Kongregation der demütigen Mägde des Herrn“ (it.: Umili Serve del Signore).
Mit der 1910 beginnenden Erkrankung begann Giovanni seine Nachfolge zu regeln und gab entsprechende testamentarische Anweisungen. Im Alter von 71 Jahren verstarb er am 25. April 1913 in den Armen von Pater Bonsignoris und in Gegenwart seiner Mitbrüder. Er wurde auf dem Friedhof Vantiniano in Brescia beigesetzt. Am 12. Oktober 1997 wurde er durch Papst Johannes Paul II. seliggesprochen, sein liturgischer Gedenktag wurde auf den 25. April, seinen Todestag, festgelegt. Am 21. Oktober 2012 wurde er durch Papst Benedikt XVI. heiliggesprochen.